# Melissant
Melissant is een dorp en voormalige gemeente in de Zuid-Hollandse gemeente Goeree-Overflakkee. Het dorp heeft 2.190 inwoners (2023).

## Geschiedenis
De geschiedenis van Melissant gaat terug tot de 15e eeuw, toen men rondom Dirksland na de Sint-Elisabethsvloed (1421) de omliggende gorzen ging bedijken. Melissant was op 1 januari 1812 toegevoegd aan Dirksland maar werd als zelfstandige gemeente per 1 april 1817 daarvan afgesplitst. Tot 1966 bleef het een zelfstandige gemeente, tot deze gemeente behoorden de polders Oud-Melissant, Alteklein, Diederikspolder, een gedeelte van St.-Elizabethpolder, Oude Plaat, een gedeelte van de hoek van Melissant, de Nieuw Kraayerpolder en Roxenisse. De gemeente Melissant bestond oorspronkelijk uit drie "gemeenten": Roxenisse, Onwaard en Melissant. Ten tijde van de Franse bezetting (1810-1814) werden deze gemeenten op bevel van Napoleon Bonaparte met Dirksland samengevoegd. In 1817 kregen ze hun zelfstandigheid weer terug, met ieder een apart bestuur. Op 19 augustus 1857 werden Roxenisse, Onwaard en Melissant bij elkaar gevoegd en verkregen gezamenlijk de naam Melissant.
In 1966 werden de gemeenten Dirksland, Herkingen en Melissant samengevoegd tot de gemeente Dirksland. De gemeente Dirksland is vervolgens op 1 januari 2013 opgegaan in de gemeente Goeree-Overflakkee, samen met de gemeenten Goedereede, Middelharnis en Oostflakkee.

## Kerken

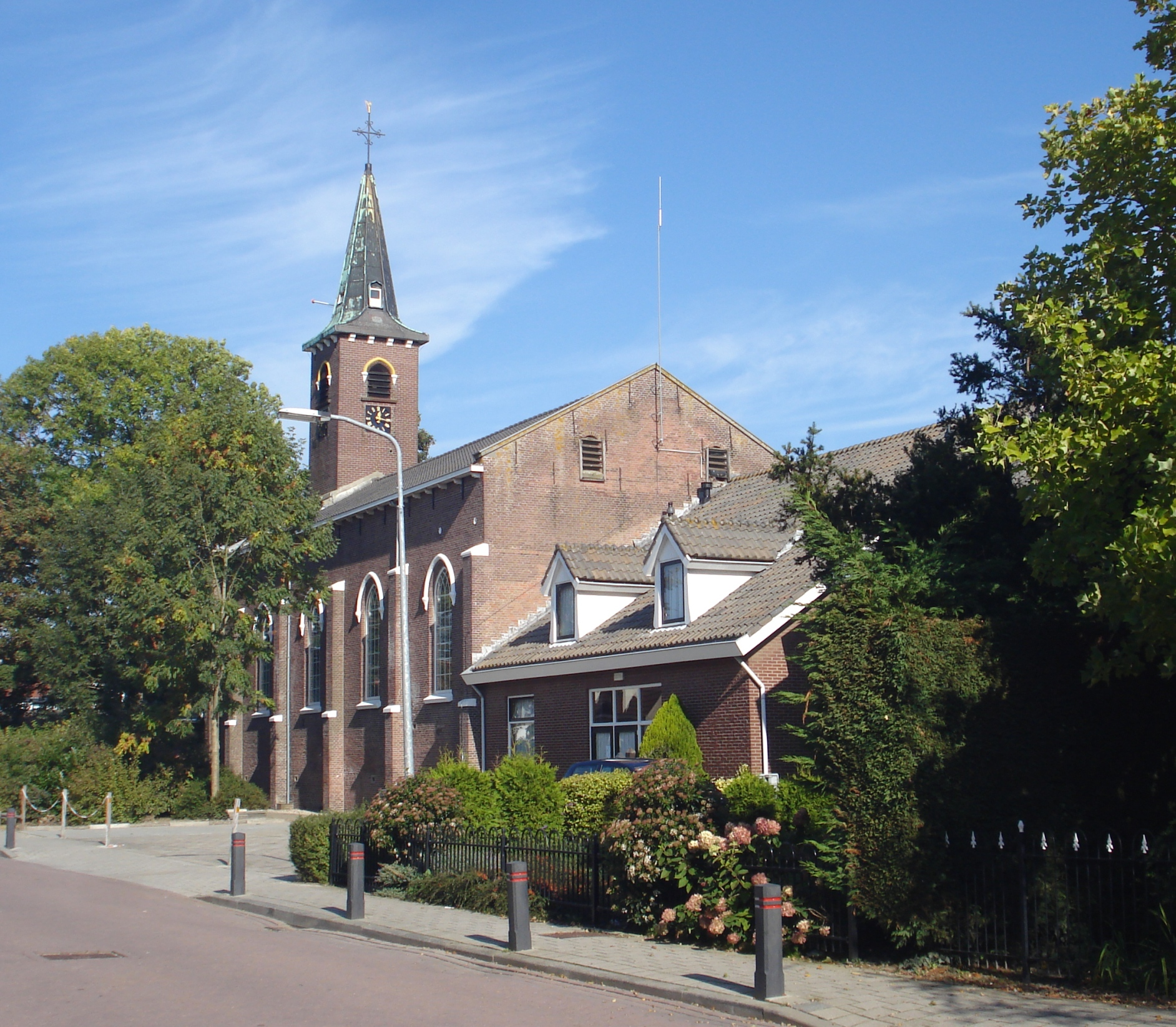
Kerk

In 1863 kreeg Melissant een eigen kerk. Deze dorpskerk is sinds 2007 in gebruik bij de plaatselijke Hersteld Hervormde gemeente. Melissant kent een opvallend groot aantal kerken, onder meer een Gereformeerde Gemeente (116 leden), een Gereformeerde Gemeente in Nederland (115 leden), en de Hersteld Hervormde Kerk (399 leden). Verder is er nog een Gereformeerde kerk en een Rooms Katholieke kapel.

## Geboren
- Koos Kleijnenberg (1901-1988), burgemeester o.a. van Ouddorp
- Henk van Rossum (1919 - 2017), politicus
- Martin Mans (1965), organist, dirigent, componist
- Marc-Robin Visscher (1969), journalist

## Trivia
- Tijdens de Watersnood van 1953 is Melissant als een van de weinige dorpen op Goeree-Overflakkee niet overstroomd.
- In Melissant was de ijsfabriek van Hertog ijs gevestigd. Na de overname door Unilever is de productie verplaatst naar Hellendoorn.
- Jacob de Witt, burgemeester van Dordrecht uit de Gouden Eeuw, was heer van Melissant.